# Libnotes (Libnotes) elissa
Libnotes (Libnotes) elissa is een tweevleugelige uit de familie steltmuggen (Limoniidae). De soort komt voor in het Australaziatisch gebied.